# Foramen jugulare

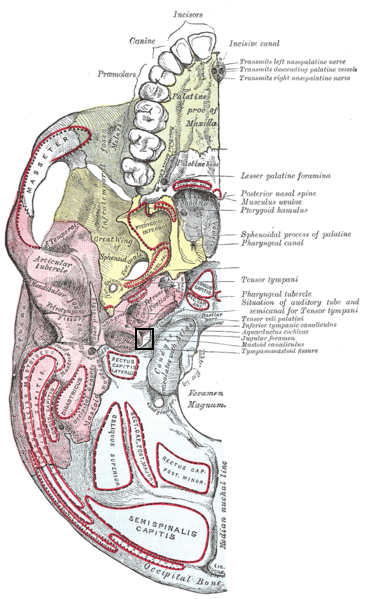
A koponya alulról (középen a fekete négyzet jelöli a lyukat)

A foramen jugulare egy lyuk a koponyában. A canalis caroticus mögött található. A pars petrosa ossis temporalis és a nyakszirtcsont (os occipital) fogja körbe. Általában a bal oldali nagyobb, mint a jobb oldali és akár kamrára is osztódhat.
- Az elülsőn keresztülfut a sinus petrosus inferior.
- A középsőn keresztülfut a nervus vagus a nervus accessorius és a nervus glossopharyngeus.
- A hátsón keresztülfut az arteria pharyngea ascendens és az arteria occipitalis néhány ága.